# أوليغ النبوي
أوليغ النبوي أو أوليغ العراف (الروسية: Олег Вещий) هو أمير نوفغورود (من عام 879) وأمير كييف (من 882).
بحسب «أخبار الأعوام الغابرة» فقد كان أوليغ أحد أقرباء روريك. بعد وفاة روريك نال أوليغ التحكم على نوفغورود وتولى الوصاية على نجل ريوريك إيغور الصغير السن.
بقي اوليغ بعد وفاة روريك في نوفغورود لمدة 3 سنوات، ثم توجه على رأس فريق من عساكره إلى الجنوب عن طريق نهري فولخوف والدنيبر حيث قهر واخضع القبائل التي واجهها في طريقه، واستولى على مدينة كييف التي حكمها آنذاك آسكولد قريب ريوريك. ثم نقل الأمير اوليغ عاصمته من نوفغورود إلى كييف. وتعزو الاسفار التاريخية هذا الحدث إلى عام 882 الذي يعتبر تقليدياً سنة تأسيس بلاد الروس العريقة وامارة كييف.

## علاقات مع الإمبراطورية البيزنطية
في عام 907 نظم أوليغ حملة كبيرة ضد الإمبراطورية البيزنطية وحقق نجاحاً فيها. واقترب عساكره وهم على ظهر المراكب من القسطنطينية أو مدينة القيصر كما سماها الروس في قديم الزمان، فأقام أهالي القسطنطينية حواجز في خليج القرن الذهبي ليمنعوا أوليغ من احتلال المدينة. لكن أوليغ أمر بشد المراكب إلى الشاطئ وتركيب عجلات بها لتسير بواسطة الأشرعة. فخاف أهالي القسطنطينية من غزو أوليغ وبدأوا مفاوضات معه مانحين إياه هدايا كثيرة وذهباً وفضة ليعود إلى وطنه. وغرس أوليغ ترسه عند بوابة القسطنطينية وعاد إلى كييف منتصراً. وقد أوفد عام 911 سفراء له إلى القسطنطينية لعقد معاهدة بين الإمبراطورية البيزنطة وكييف روس. توفي أوليغ على إثر عقد تلك المعاهدة عام 912.

## وفاته
وقول بعض المؤرخين أن أوليغ مات في كييف. أما البعض الآخر فيقول أنه مات خارج البلاد، أي في ما وراء البحار. وثمة أسطورة تروي قصة موته التي تقول أن أوليغ استدعى في يوم من الايام كاهناً ليتنبأ بمصيره، فقال له الكاهن:«موتك من حصانك». أمر أوليغ بقتل حصانه المحبوب، وندم فيما بعد على ما فعل، فحضر إلى قبر حصانه، وهناك لقي مصرعه جراء لدغة أفعى خرجت من جمجمة الحصان -كما تقول الأسطورة. وأطلق عليه الشعب بعد ذلك لقب أوليغ العراف.